# Porto de Brisbane
O Porto de Brisbane é um porto e subúrbio de Brisbane, capital do estado australiano de Queensland. Situado no curso inferior do Rio Brisbane na Ilha Fisherman, uma ilha artificial construída a partir do grupo de ilhotas Fisherman na foz do rio.
De acordo com o antigo Departamento de Indústrias Primárias de Queensland, o porto de Brisbane foi o ponto de entrada mais provável das formigas-lava-pés, oriundas da América do Sul, na Austrália.
Por volta de 60% do carvão transportado através do porto origina-se da mina de New Acland.

## Instalações
O porto é administrado pela Port of Brisbane Pty Ltd (PBPL) sob um arrendamento de 99 anos com o governo de Queensland. O Porto de Brisbane possui 29 cais em operação. No total, o porto atende a mais de 2 600 embarcações anualmente, transportando mais de 28 000 000 de toneladas de carga por ano.
Depósitos de lodo e sedimentos nos canais do porto e embarcadouros causaram atrasos de até cinco dias no desembarque, inclusive em suprimentos de combustíveis. Isto ocorrer em 2011, 2013 e 2014. Milhões de dólares australianos são gastos em dragagem anualmente.

## Infraestrutura de transportes
A Port of Brisbane Motorway é uma pequena rodovia ligando Gateway Motorway ao porto.
Em 1980, a ferrovia de bitola estreita (1 067 mm) Fisherman Islands line foi aberta entre o porto e uma junção próxima à estação de Lindum na linha de Cleveland. Em 1997 essa linha foi convertida para bitola mista, passando a conter também a bitola padrão (1 437 mm prevista no programa de desenvolvimento de infraestrutura Our Nation,  promovido pelo primeiro-ministro Paul Keating.

## Expansão
O Porto de Brisbane está passando por um processo de expansão. Em janeiro de 2008, a Port of Brisbane Corporation assinou um acordo com a Brisbane Container Terminals, uma subsidiária da Hutchison Port Holdings, ela mesma subsidiária da Hutchison Whampoa, que operará os cais de números 11 e 12 por 42 anos.